# Kandang Limun
Kandang Limun is een bestuurslaag in het regentschap Bengkulu van de provincie Bengkulu, Indonesië. Kandang Limun telt 6647 inwoners (volkstelling 2010).